# Paseo La Fe
Paseo La Fe es un centro comercial del tipo Lifestyle Mall ubicado en el municipio de San Nicolás de los Garza, Nuevo León, México, propiedad de la empresa inmobiliaria mexicana Altea Desarrollos, subsidiaria de la empresa neoleonesa Grupo Multimedios. La obra inició su construcción el 22 de agosto de 2014, encabezado por el presidente del Consejo de Administración de Grupo Multimedios, Milenio y Altea, Francisco González, e inició sus operaciones el 8 de marzo de 2016 con la inauguración de la tienda departamental Liverpool, encabezado por el secretario de Economía de México, Ildefonso Guajardo Villarreal y el entonces presidente municipal de San Nicolás de los Garza, Pedro Salgado Almaguer.

## Historia
Paseo La Fe surgió el 22 de agosto de 2014 cuando la empresa inmobiliaria regiomontana Altea Desarrollos (subsidiaria de Grupo Multimedios) en conjunto con Grupo Arquitech inició la construcción del centro comercial en un predio de 20 hectáreas ubicado a un costado del centro de espectáculos La Fe Music Hall, en la Avenida Miguel Alemán, a través de la colocación de la primera piedra el cual fue encabezado por el presidente del Consejo de Administración de Grupo Multimedios, Milenio y Altea, Francisco González, junto con el secretario de Economía, Ildefonso Guajardo Villarreal; el director general adjunto de Grupo Milenio, Jesús Dionisio González Albuerne; el entonces presidente municipal de San Nicolás de los Garza, Pedro Salgado Almaguer; y el presidente del Consejo de Administración de Liverpool, Max David Michel, el cual se aplicó una inversión inicial de más de 275 millones de dólares. La obra inició sus operaciones el 8 de marzo de 2016 con la inauguración de la tienda departamental Liverpool, encabezado por el secretario de Economía de México, Ildefonso Guajardo Villarreal junto con el director general del Puerto de Liverpool, Graciano Giuchard, el cual se aplicó una inversión de 360 millones de pesos en los que se generaron 317 empleos directos y 400 indirectos,  en el que a partir de allí, el complejo comercial iniciaría su proceso de aperturas de tiendas y restaurantes de manera paulatina. El 23 de abril de 2016, inicia sus operaciones la tienda de ropa estadounidense Forever 21, cuyo corte de listón inaugural fue encabezada por la actriz y modelo mexicana Ela Velden.Posteriormente, el 14 de junio de 2016, inicia sus operaciones el restaurante Chuck E. Cheese, cuyo corte de listón inaugural fue encabezada por el director de Grupo CEC Franquicias, Luis Treviño Chapa, junto con los empresarios Alejandro Brunell y Miguel Brunell.
El 13 de octubre de 2016, Paseo La Fe continúa con su proceso paulatino de apertura de tiendas con el inicio de operaciones la tienda departamental de origen sueco H&M. Más tarde, el 15 de diciembre del mismo año, entra en operaciones la tienda de artículos deportivos Rayados, propiedad del Club Deportivo de Fútbol Monterrey.
El 16 de marzo de 2017, inicia sus operaciones la tienda de ropa estadounidense Old Navy, cuya apertura fue encabezada por el vicepresidente internacional de Old Navy, Pooja Sethi. Más tarde, el 21 de noviembre del mismo año, inició operaciones Stradivarius de la empresa multinacional de origen español Inditex.
El 19 de febrero de 2018, Paseo La Fe concluye su primera etapa de construcción con la inauguración del Hotel NH, cuyo corte de listón inaugural fue encabezado por el entonces Gobernador del Estado de Nuevo León, Manuel González, junto con los entonces presidentes municipales de los municipios de San Nicolás de los Garza y Guadalupe, Víctor Fuentes y Francisco Cienfuegos respectivamente, así como de la presidenta del Congreso del Estado, Karina Barrón y el vicepresidente del consejo de administración de Altea Desarrollos, Grupo Milenio y Grupo Multimedios, Jesús Dionisio González, el cual contó con una inversión de 175 millones de pesos, en los que se generaron 2500 empleos directos durante el proceso de construcción del hotel, el cual entró en operaciones a partir del 5 de marzo de 2018. El 26 de octubre de 2018, como parte de la segunda etapa del centro comercial Paseo La Fe, inicia sus operaciones la tienda Miniso.
El 9 de septiembre de 2021, Paseo La Fe pasa por una reestructuración con la integración al complejo comercial y la consiguiente construcción de las oficinas de la Secretaría de Relaciones Exteriores, anunciado por el jefe de la oficina Nacional de Pasaportes, Carlos Alfonso Candelaria López, esto tras reubicar sus anteriores oficinas de pasaportes ubicadas en el centro comercial Paseo Tec, el cual operó de 2011 a 2022, esto con el objetivo de agilizar los trámites de pasaportes a la población regiomontana. El 30 de abril de 2022, inicia operaciones las oficinas de la Secretaría de Relaciones Exteriores en la segunda planta del centro comercial, cuya inauguración fue encabezada por el entonces secretario de Relaciones Exteriores, Marcelo Ebrard, el cual cuenta con una superficie de 2,507 metros cuadrados en espacio de atención y espera.

## Características
Paseo La Fe consta de un centro comercial estilo Lifestyle mall estructurado a tres plantas con una superficie de construcción de 174 621 m²., de los cuales 52 424 m². son de área rentable. 
Empresarial y comercialmente, las tiendas ancla del complejo comercial son conformadas por tres tiendas departamentales (Liverpool, H&M y Coppel), el Hotel NH, una cadena de gimnasios Smart Fit y un complejo de cines de la cadena Cinépolis, mientras que sus espacios comerciales la conforman tiendas y boutiques en las divisiones de ropa, calzado, accesorios, artículos para el hogar, telefonía móvil, videojuegos, librería, cuidado personal, maquillaje, mueblería, juguetería, artículos deportivos, joyería y perfumería, entre otros giros de talla local, estatal, regional, nacional e internacional, así como restaurantes, puestos de comida, centros de diversión infantil, bolerama y servicios varios como barbería, clínicas de depilación, salones de belleza y una oficina de la Secretaría de Relaciones Exteriores, el cual inició sus operaciones el 30 de abril de 2022 en la segunda planta del centro comercial, cuya inauguración fue encabezado por el secretario de Relaciones Exteriores, Marcelo Ebrard, la cual se especializa en el trámite y la expedición de pasaportes.
Administrativamente, Paseo La Fe es propiedad de la empresa inmobiliaria mexicana Altea Desarrollos, subsidiaria de la empresa regiomontana Grupo Multimedios.